# Wilderich Graf von Spee-Mirbach
Degenhard Wilderich Graf von Spee-Mirbach (* 1. November 1926 in Schleiden; † 16. Juli 2013 auf Haus Fürth, Korschenbroich) war ein deutscher Politiker (CDU) und Bürgermeister der nordrhein-westfälischen Stadt Korschenbroich im Rhein-Kreis Neuss.

## Leben und Werdegang
Graf von Spee-Mirbach entstammte dem alten rheinischen Adelsgeschlecht Spee. Er wurde in Schleiden im damaligen gleichnamigen Landkreis geboren. Spee erlernte den Beruf des Agraringenieurs. 1960 trat er in den CDU-Ortsverband Liedberg ein und wurde 1964 zum Bürgermeister der Gemeinde Liedberg gewählt. Von 1964 bis 1974 war er zudem Mitglied des Kreistages des Kreises Grevenbroich. Als Liedberg im Zuge der kommunalen Neugliederung in NRW 1975 nach Korschenbroich eingemeindet wurde, übernahm Graf Spee das neu geschaffene Amt des Bürgermeisters der Gemeinde Korschenbroich. 1986 trat er von diesem Amt zurück, nachdem er in einer Ratssitzung erklärt hatte, man müsse zur Sanierung des städtischen Haushalts „ein paar reiche Juden erschlagen“. Im Jahr 2003 trat er aus der CDU aus.

## Privates
Graf Spee war verheiratet mit Brigitta, geb. Gräfin von Westphalen zu Fürstenberg (1925–2012). Das Paar lebte auf Haus Fürth im Korschenbroicher Stadtteil Liedberg. Spee war Ehren- und Devotionsritter des Souveränen Malteserordens und Träger des Bundesverdienstkreuzes am Bande.